# Premio Reina Sofía de Pintura y Escultura
El Premio Reina Sofía de Pintura y Escultura creado por la Asociación Española de Pintores y Escultores, patrocinado por GOOGLE, es uno de los premios artísticos más importantes de España, que cuenta con gran reconocimiento a nivel internacional.
El galardón se concede a una única obra y modalidad. Es reconocido con una cuantía de 10.000€ y la medalla conmemorativa de la Asociación Española de Pintores y Escultores. Además, todas las obras premiadas y seleccionadas forman parte de la exposición del premio, que se realiza en el Centro Cultural Casa de Vacas del Parque del Retiro de Madrid.
El ganador se da a conocer en el acto de entrega de premios, ceremonia presidida por su majestad la Reina Sofía, quien entrega personalmente el certificado acreditativo y la medalla al artista premiado. 
El Jurado, presidido por José Gabriel Astudillo, el presidente de la Asociación Española de Pintores y Escultores, reúne a destacados miembros del mundo cultural, artístico y académico. El Premio viene así avalado por un jurado de profesionales del arte con diversas y muy distintas perspectivas sobre la creación, abarcando desde la teoría a la práctica del arte, e incluyendo el comisariado, la conservación, el periodismo, pero siempre con un vínculo muy especial y exclusivo con el ámbito del arte que representan. 
El galardón español es muy reconocido en el mundo artístico internacional por ser un trampolín profesional y respaldo continuo de creadores, que logra abrir las puertas de las galerías de arte más importantes de todo el mundo. Por este motivo en su primera edición internacional han participado artistas de países como Japón, Italia, México, Costa Rica y China, entre otros.
El Premio Reina Sofía de Pintura y Escultura es el único premio internacional que se otorga en todo el mundo con estas características y por este motivo se ha convertido ya en una referencia indiscutible en el ámbito de las artes plásticas. 

## Historia
El Premio Reina Sofía es el premio más antiguo y con más repercusión internacional creado por La Asociación Española de Pintores y Escultores fundada por Eduardo Chicharro y Agüera en 1910.
Se creó para los Salones de Otoño en 1964 bajo el nombre Premio Princesa Sofía, siendo la mayor recompensa otorgada en el certamen, después de la Medalla de honor, y sólo se concedía a los socios de la entidad.
En 1980 pasó a denominarse Premio Extraordinario Reina Sofía y conservó este título hasta el año 2013.
En 2014 José Gabriel Astudillo López, presidente de la AEPE, propuso a la Junta Directiva otorgar el tratamiento que merecía el Premio Extraordinario Reina Sofía, hasta entonces incluido en el Salón de Otoño y reservado a los socios únicamente.
Actualmente, en España se convocan cinco premios bajo el nombre Premio Reina Sofía. El primero que se fundó fue el de Asociación Española de Pintores y Escultores, creado en 1964.
En 1981 se instauraron los Premios Reina Sofía del Real Patronato sobre Discapacidad, del Ministerio de Sanidad.
En 1982 nació el Premio Reina Sofía de Composición Musical de la Fundación de Música Ferrer-Salat.
En 1991 se implantaron los Premios Reina Sofía contra las drogas convocados por CREFAT, Fundación para la atención a las toxicomanías de Cruz Roja Española.
Y por último, en 1992 se constituyó el Premio Reina Sofía de Poesía Iberoamericana, desarrollado por la Universidad de Salamanca y Patrimonio Nacional.
En el año 2014, el Premio Reina Sofía de la Asociación de Pintores y Escultores, el más antiguo de los creados en España, cumplió 50 años. Y fue este año, cuando el presidente de la Asociación Española de Pintores y Escultores, José Gabriel Astudillo, consiguió renovar el premio con un título acorde al prestigio que tiene la entidad centenaria, que pasó a llamarse PREMIO REINA SOFÍA DE PINTURA Y ESCULTURA. Y con motivo del 50 aniversario consiguió dotarlo económicamente con 20.000€, situando el premio como uno de los más sustancioso de los que se entregan en España en la actualidad. 
En 2015 GOOGLE adquiere el patrocinio del nuevo Premio Reina Sofía de Pintura y Escultura, y la convocatoria se amplía a todos los artistas del territorio español.
En el año 2020 La Asociación Española de Pintores y Escultores en colaboración del gigante tecnológico GOOGLE convoca el 55 Premio Reina Sofía de Pintura y Escultura. A partir de este año, después de cinco ediciones en el nuevo formato, amplía sus fronteras con un giro hacia la internacionalización y abre la participación a cualquier pintor o escultor del mundo en estas dos disciplinas, reflejando así el compromiso de la Asociación Española de Pintores y Escultores con el arte y la cultura. 

## Artistas premiados
| AÑO  | ARTISTA                         | DISCIPLINA | TÉCNICA / SOPORTE            | OBRA                                                   | PAÍS / CIUDAD                  |
| ---- | ------------------------------- | ---------- | ---------------------------- | ------------------------------------------------------ | ------------------------------ |
| 2023 | César Orrico                    | Escultura  | Bronce                       | Noche                                                  | España / La Rioja              |
| 2022 | Alejandro Martínez García       | Pintura    | Óleo / Papel                 | Ser XV                                                 | España / Alicante              |
| 2021 | José Manuel Martínez Pérez      | Escultura  | Resina                       | Primavera 2020. Homenaje a la ancianidad               | España / Huelva                |
| 2020 | Manuel Díaz Meré                | Pintura    | Óleo / Lienzo                | Lucía, am komponieren                                  | España / Madrid                |
| 2019 | Jorge Gallego García            | Pintura    | Óleo / Lienzo                | Vacíos                                                 | España / Sevilla               |
| 2018 | Pedro Quesada Sierra            | Escultura  | Resina y pigmentos           | Desnudo                                                | España / Madrid                |
| 2017 | Coderch & Malavia Sculptors     | Escultura  | Bronce                       | The Swan Dance 2019                                    | España / Barcelona y Guipúzcoa |
| 2016 | Cristina Gamón Lázaro           | Pintura    | Técnica mixta / Metacrilato  | Infinito 45                                            | España / Valencia              |
| 2015 | Juan José Vicente Ramírez       | Pintura    | Técnica mixta / Madera       | Interior Woodwork                                      | España / Madrid                |
| 2013 | Pedro Anía Gérez                | Escultura  | Talla directa / Mármol negro | Giros                                                  | España / Zaragoza              |
| 2012 | José Marticorena                | Pintura    | Acuarela / Papel             | Polución                                               | España / Galicia               |
| 2011 | Francisco-Solano Jiménez Castro | Pintura    | Acuarela encolada / Tabla    | Lanzarote II                                           | España / Córdoba               |
| 2010 | Ricardo Montesinos              | Pintura    | Óleo / Lienzo                | Ensoñación                                             | España / Madrid                |
| 2009 | Marga Dirube                    | Pintura    | Técnica mixta / Metacrilato  | .. y el mar me contó una historia                      | Cuba / La Habana               |
| 2008 | Marina Olalla Marqués           | Pintura    | Grabado / Papel              | La plaza de Valdepeñas                                 | España / Madrid                |
| 2007 | Said Rajabi                     | Pintura    | Óleo / Tabla                 | Sin título                                             | Irán / Teherán                 |
| 2006 | Jesús Lozano Saorín             | Pintura    | Acuarela / Papel             | La alacena de la abuela                                | España / Murcia                |
| 2005 | Rosa Gallego del Peso           | Pintura    | Acrílico / Tela              | Homenaje I                                             | España / Valencia              |
| 2004 | Rosa Gallego del Peso           | Pintura    | Acrílico / Tabla             | Abstracto 15                                           | España / Valencia              |
| 2003 | Chus García-Fraile              | Pintura    | Acrílico / Lienzo            | Uno y el mismo II                                      | España / Madrid                |
| 2002 | Juan Martín Prada               | Pintura    | Técnica mixta / Lienzo       | Le juge Sacotte                                        | España / Madrid                |
| 2001 | Miguel Ángel Villarino          | Pintura    | Acrílico / Lienzo            | Uno y el mismo II                                      | España / Zamora                |
| 2000 | José Manuel Vela                | Pintura    | Técnica mixta / Lienzo       | El árbol de la vida                                    | España                         |
| 1999 | José Manuel Ciria               | Pintura    | Óleo y aluminio / Lienzo     | Reflejos en blanco y gris                              | Reino Unido / Manchester       |
| 1996 | Joaquín Ureña                   | Pintura    | Acuarela / Papel             | El patio azul                                          | España / Lérida                |
| 1995 | Luis Javier Gayá Soler          | Pintura    | Óleo y resinas / Lienzo      | Sculptor navis                                         | España / Madrid                |
| 1994 | José Antonio Santos Pastrana    | Pintura    | Técnica mixta / Tabla        | La boda                                                | España / León                  |
| 1993 | Emilio Pina Lupiáñez            | Pintura    | Óleo / Lienzo                | Día tras día                                           | España                         |
| 1990 | Rubén Darío Velázquez Juarros   | Pintura    | Témpera / Papel              | El poder del rojo                                      | España / Asturias              |
| 1989 | Carmen Charro García            | Pintura    | Óleo / Lienzo                | Esperando el reciclaje                                 | España / Madrid                |
| 1988 | Esperanza Huertas Izquierdo     | Pintura    | Óleo / Lienzo                | Septiembre (trabajo de chinos)                         | España / Ciudad Real           |
| 1987 | Carmelo Basterra Ortiz          | Pintura    | Acuarela / Papel             | El Gótico en Castilla                                  | España / Vitoria               |
| 1986 | José Estellés Herrero           | Pintura    | Acuarela / Papel             | Resplandor sobre el arrozal                            | España / Valencia              |
| 1985 | Rafael Requena Requena          | Pintura    | Acuarela / Papel             | Tormenta                                               | España / Albacete              |
| 1984 | Teodosio Manzano Alonso         | Pintura    |                              | Vendedora de muñecas                                   | España / Madrid                |
| 1983 | Manuel López Herrera            | Pintura    | Óleo / Lienzo                | Sin título                                             | España / Madrid                |
| 1981 | Edmundo Lloret Navarro          | Pintura    | Óleo / Lienzo                | No es bueno pasar de todo                              | España / Albacete              |
| 1980 | Antonio López Alarcón           | Pintura    | Óleo / Lienzo                | El abuelo                                              | España / Albacete              |
| 1979 | José Barragán Rodríguez         | Escultura  |                              | Mujer sobre zócalo                                     | España / Badajoz               |
| 1978 | Justo Revilla Rubio             | Pintura    |                              | Pasando cajas                                          | España / Madrid                |
| 1977 | Manuel M. Alcover               | Pintura    | Óleo / Lienzo                | El Berbes de Vigo                                      | España / Madrid                |
| 1974 | Pedro Marcos Bustamante         | Pintura    |                              |                                                        | España / Bilbao                |
| 1973 | Francisco Moreno Navarro        | Pintura    |                              | Pasaje de Jijona                                       | España / Murcia                |
| 1972 | Manuel de Iñigo Camús           | Pintura    | Óleo / Lienzo                | La tertulia de la Quinta del Sordo                     | España / Granada               |
| 1971 | Santiago de Santiago Hernández  | Escultura  | Escayola patinada            | Los siete elementos                                    | España / Ávila                 |
| 1969 | Enrique Ochoa                   | Pintura    |                              | Anunciación                                            | España / Cádiz                 |
| 1968 | José Pérez Gil                  | Pintura    | Óleo / Lienzo                | Sequía en Orihuela                                     | España / Albacete              |
| 1967 | Luis Brihuega Gorochategui      | Pintura    |                              | Acorde bíblico                                         | España / Madrid                |
| 1966 | Josefina de Lanceyro            | Pintura    |                              | S.M. La Reina Fabiola                                  | España / Madrid                |
| 1965 | José Cruz Herrera               | Pintura    |                              | Las tres morítas                                       | España / Cádiz                 |
| 1964 | Agustín Segura Iglesias         | Pintura    |                              | Retrato de Sra. Dª Ana Mª Soto Álvarez de Cienfuegos 9 | España / Cádiz                 |